# Midsommar
Midsommar (bra: Midsommar - O Mal Não Espera a Noite; prt: Midsommar: O Ritual) é um filme estadunidense/sueco de 2019 do gênero terror, escrito e dirigido por Ari Aster, e estrelado por Florence Pugh, Jack Reynor, William Jackson Harper e Will Poulter. Seu lançamento ocorreu em 3 de julho nos Estados Unidos, por intermédio da A24. O enredo é centrado em um grupo de amigos que viaja para a Suécia para um festival que ocorre uma vez a cada 90 anos, apenas para se ver nas garras de um culto pagão escandinavo.
Uma co-produção entre os Estados Unidos e a Suécia, o filme foi inicialmente apresentado para Aster como um filme de terror ambientado entre os cultistas suecos. Aster planejou um roteiro usando elementos do conceito, mas transformou um relacionamento em deterioração no conflito central depois que ele experimentou uma separação difícil. O filme foi filmado em Budapeste no verão e outono de 2018.
Na Suécia, Midsommar estreou a 10 de julho de 2019, pela Nordisk Film. O filme arrecadou US $ 46 milhões e recebeu avaliações positivas da crítica especializada, com muitos elogiando a direção de Aster e o desempenho de Pugh.

## Enredo
Dani (Florence Pugh) é uma jovem estudante de psicologia que sofre um grande trauma: sua irmã bipolar, Terri, comete assassinato-suicídio de seus pais e si mesma, por meio de uma rede de mangueiras ligando o escapamento do carro para o resto da casa trancada, matando todos os três por intoxicação de monóxido de carbono. O namorado de Dani, Christian (Jack Reynor), inicialmente com a intenção de terminar o relacionamento, desiste da ideia e, ao invés disso, convida Dani para uma viagem de duas semanas a uma comuna chamada Hårga, em uma área remota do norte da Suécia, organizada por seu colega do curso de antropologia, Pelle (Vilhelm Blomgren), que cresceu na comuna. Outros dois colegas de Christian e Pelle da faculdade também são convidados, Josh (William Jackson Harper), um ambicioso estudante que deseja realizar estudos sobre a comuna, e Mark (Will Poulter), um rapaz de pouca inteligência que deseja apenas ter encontros sexuais com suecas durante a viagem.
O grupo voa para a Suécia e chega à comuna, onde conhecem Simon e Connie, um casal inglês convidado pelo irmão comunal de Pelle, Ingemar. Ele oferece ao grupo cogumelos psicotrópicos e, sob a influência da droga, Dani tem alucinações com Terri. As tensões aumentam depois que o grupo testemunha um ättestupa, onde dois anciãos morrem por senicídio ao pular de um penhasco. Quando o ancião sobrevive à queda, o culto imita seus gemidos de agonia e outro ancião esmaga seu crânio com um martelo. Uma das líderes do culto, Siv, explica que essa é uma expressão perfeitamente normal das opiniões de Hårga sobre a morte, afirmando que todo membro deve fazer o mesmo aos 72 anos. A cena perturba profundamente o grupo, principalmente Dani, mas eles decidem ficar, a pedido de Pelle e porque as tradições de verão são o assunto da tese de Josh, mas Simon e Connie decidem partir. Enquanto Connie recolhe suas coisas, um ancião diz a ela que Simon já partiu para a estação de trem sem ela. Confusa e frustrada, Connie decide sair sozinha. Mais tarde, o grito de uma mulher é ouvido à distância.
Christian também decide fazer sua tese sobre Hårga, criando tensões entre ele e Josh. Josh tenta solicitar mais informações sobre as antigas práticas rúnicas da comuna, que são baseadas em pinturas feitas por um membro deformado concebido através do incesto, a quem consideram um oráculo. Enquanto isso, Mark urina em uma árvore ancestral e incita a fúria do culto. Mais tarde, durante uma refeição comunal, ele é atraído por uma mulher por quem ele havia mencionado anteriormente que era atraído. Naquela noite, Josh entra furtivamente no templo para fotografar o texto rúnico sagrado do culto, embora ele tenha sido informado de que isso era proibido a ele. Ele é distraído por um homem parcialmente nu, usando o rosto esfolado de Mark, e é atingido na cabeça por um martelo.  Seu corpo é arrastado para fora do templo.
No dia seguinte, Dani é forçada a tomar mais drogas psicodélicas e a participar de uma competição de dança com mastro. Ela vence e é coroada a Rainha de Maio, um título estimado no culto. Ao mesmo tempo, Christian toma mais drogas psicodélicas e é tentado a um ritual sexual para engravidar uma jovem da comuna, Maja, enquanto outras cultistas nuas os observam e o encorajam. Depois de descobrir Christian e Maja, Dani tem um ataque de pânico, e várias mulheres Hårga choram com ela com empatia. Após o ritual, Christian, nu e desorientado, sai correndo do templo e descobre uma perna de Josh, parcialmente enterrada em um canteiro, e encontra o corpo de Simon em uma das choupanas, desmembrado como uma águia de sangue e decorado com flores. Christian é então paralisado por um ancião com uma substância em pó não identificada.
O culto se reúne em torno de Dani, a Rainha, e explica que, para purgar a comuna de seu mal, nove sacrifícios humanos devem ser oferecidos. As quatro primeiras vítimas são estrangeiros à comuna - Josh, Mark, Connie e Simon - atraídas por Pelle e Ingemar. As próximas quatro vítimas são membros do culto - dois anciãos sacrificados (os participantes do ättestupa) e dois voluntários: Ingemar e Ulf. Como rainha de maio, Dani deve escolher a nona e última vítima: Christian ou um morador, Thorbjörn. Ela escolhe sacrificar Christian. Ainda paralisado, ele é enfiado em um urso estripado e colocado em um templo ao lado dos outros sacrifícios. O templo é incendiado e, enquanto queima, Ulf grita de agonia enquanto morre. Lá fora, o culto lamenta com ele. A princípio, Dani soluça de angústia e horror, mas sorri gradualmente quando o templo em chamas desmorona.

## Elenco
- Florence Pugh como Dani
- Jack Reynor como Christian
- William Jackson Harper como Josh
- Will Poulter como Mark
- Vilhelm Blomgren como Pelle
- Ellora Torchia como Connie
- Archie Madekwe como Simon
- Björn Andrésen como Dan

## Dublagem Brasileira
- Estúdio de dublagem: Delart[10]
- Direção de dublagem: Andrea Muricci[10]
- Cliente: Paris Filmes[10]
- Tradução: Pavlos Euthymiou[10]
- Técnicos de gravação: Rodrigo Oliveira e Lorena Lima[10]

Elenco principal
- Dani - Ana Elena Bittencourt[10]
- Christian - Fabrício Vila Verde[10]
- Pelle - José Leonardo[10]
- Josh - Mckeidy Lisita[10]
- Mark - Charles Emmanuel[10]
- Connie - Pamela Rodrigues[10]
- Simon - Renan Ribeiro[10]
- Ingemar - Daniel Müller[10]
- Arne - Reinaldo Pimenta[10]
- Ulf - Luiz Carlos Persy[10]
- Valentin - Nando Sierpe[10]
- Siv - Mariângela Cantú[10]
- Mats - André Bellisar[10]
- Sten - Eduardo Borgerth[10]
- Hannah/Inga - Regina Maria Maia[10]
- Irma - Nádia Carvalho[10]

## Produção e lançamento
Em maio de 2018, foi anunciado que o cineasta Ari Aster escreveria e dirigiria o filme, com a produção de Lars Knudsen. B-Reel Films, em cooperação com a A24, seria responsável plea distribuição. Em julho de 2018, Florence Pugh, Jack Reynor, Will Poulter, Vilhem Blomgren, William Jackson Harper, Ellora Torchia e Archie Madekwe entraram para o elenco.
As filmagens iniciais começaram em 30 de julho de 2018, alocadas em Budapeste e na Hungria. Midsommar foi lançado em 3 de julho de 2019.

### Corte do diretor
O corte original de 171 minutos do filme, que A24 pediu a Aster que reduzisse para um amplo lançamento no cinema, teve sua estreia mundial na Film Society of Lincoln Center, em Nova York, em 20 de agosto de 2019. Foi lançado nos cinemas de todo o país em 29 de agosto de 2019 apenas por um fim de semana. O corte do diretor se tornou um exclusivo da Apple TV em 24 de setembro de 2019. O Reino Unido lançou o corte em Blu-ray e DVD em 28 de outubro de 2019.

### Mídia doméstica
Midsommar foi lançado em Digital HD em 24 de setembro de 2019 e em DVD e Blu-ray em 8 de outubro de 2019. No Brasil, a Paris Filmes lançou o filme em edição limitada e definitiva em Blu-ray em parceria com a Versátil Home Vídeo em 2021. Inicialmente, foi autorizada uma tiragem de mil cópias, depois foram adicionadas mais 500 cópias ao estoque. Devido ao contrato, as edições só serão vendidas oficialmente na loja virtual da Versátil Home Vídeo.

## Recepção

### Bilheteria
Midsommar estreou nos Estados Unidos em 3 de julho de 2019, tendo arrecado 27,4 milhões de dólares. Contando com a arrecadação mundial, em 22 de setembro, as bilheterias totalizaram 47,9 milhões.
Nos Estados Unidos e no Canadá, o filme foi projetado para arrecadar entre 8 e 10 milhões de dólares de 2.707 cinemas nos primeiros cinco dias. Ele faturou US $ 3 milhões em seu primeiro dia, incluindo US $ 1,1 milhão nas visualizações de terça à noite, que o Deadline Hollywood chamou de "começo esmagador". Ele estreou com US $ 10,9 milhões, terminando em sexto na bilheteria; A IndieWire disse que era "apenas decente", considerando seu orçamento estimado em US $ 8 milhões, mas o filme provavelmente terá sucesso na mídia doméstica. Em seu segundo fim de semana, o filme caiu 44%, para US $ 3,7 milhões, terminando em oitavo, e depois faturou US $ 1,6 milhão em seu terceiro fim de semana, terminando em nono.

### Crítica
No agregador de críticas Rotten Tomatoes, o filme tem 83% de aprovação dentre 336 críticas, com uma nota média de 7.5/10. O consenso crítico diz: "Ambicioso, impressionantemente trabalhado e, acima de tudo, inquietante, Midsommar prova ainda que o diretor e roteirista Ari Aster é um autor de horror a ser considerado". No Metacritic , o filme tem uma pontuação média ponderada de 72 em 100, com base em 54 críticos, indicando "críticas geralmente favoráveis".
John DeFore, do The Hollywood Reporter, descreveu o filme como o "horror equivalente a um casamento de destino" e "mais perturbador do que assustador, mas ainda uma viagem que vale a pena fazer". escrever para Variety ,Andrew Barker observou que "não é a obra-prima nem o desastre que os telespectadores mais vocais do filme reivindicam. É uma curiosidade admiravelmente estranha e tematicamente confusa de um cineasta talentoso que permite que suas ambições ultrapassar sua execução." David Edelstein, do Vulture, elogiou o desempenho de Pugh como "incrivelmente vívido" e observou que Aster "acompanha Midsommar mais como uma ópera (Wagner), do que uma imagem assustadora ", mas concluiu que o filme" não gelifica porque seus impulsos são tão bifurcados. É uma parábola do despertar religioso de uma mulher - que também é a fantasia de vingança de uma mulher contra um homem que não atendeu às suas necessidades emocionais - que também é a fantasia masoquista de emasculação de um diretor masculino nas mãos de um culto matriarcal."
Eric Kohn de indieWIRE resumiu o filme como um "filme de separação perversa", acrescentando que "Aster nem sempre afundar os maiores surpresas, mas ele é excelente em torcer a faca. Depois de um defloramento que faz com que Ken Russell é Os Devils olhar manso, Aster encontra seu caminho para uma surpreendente verificação da realidade." Joshua Rothkopf, da Time Out , concedeu ao filme uma classificação de 5/5 estrelas, escrevendo: "Uma fatia selvagem e ainda evoluída de horror folclórico sueco, o seguimento alucinatório de Ari Aster a Hereditário prova que ele é um diretor de horror sem igual." Para o The AV Club , AA Dowd afirmou que o filme "rivaliza com o hereditário no departamento de choque cruel" e o rotulou como "esforço B +".
O site Cinema com Crítica conferiu-lhe 4,5/5 estrelas e afirmou que o terror promove um "permanente estado de incômodo e opressão". Nicolas Cage disse que o filme "foi emocionante" e disse que tinha " cenas bergmanesas". Jordan Peele disse que o filme tinha "as cenas mais aterrorizantes perturbadoras que eu já vi no filme" e "usurpa The Wicker Man como o filme pagão mais icônico a ser referenciado".